# Seun Ogunkoya
Seun Ogunkoya (ur. 28 grudnia 1977) – nigeryjski lekkoatleta, sprinter.

## Osiągnięcia
- srebrny medal mistrzostw świata juniorów (bieg na 100 m Sydney 1996)
- liczne medale mistrzostw Afryki, w tym dwa złote medale w biegu na 100 metrów (Yaoundé 1996 i Dakar 1998)
- 2. miejsce podczas pucharu świata (bieg na 100 m Johannesburg 1998), na tych zawodach Ogunkoya zajął również 3. lokatę biegnąc w afrykańskiej sztafecie 4 x 100 metrów

## Rekordy życiowe
- bieg na 100 m - 9.92 (1998)

Kuzyn Falilat Ogunkoyi. Mieszka w Pradze.